# 京都府立洛南病院
京都府立洛南病院（きょうとふりつらくなんびょういん）は、京都府宇治市にある府立の精神科病院である。京都府内で唯一の公立精神科病院である。

## 沿革
（この節の出典）
- 1945年（昭和20年）6月1日 - 開院。
- 2003年（平成15年）10月 - 協力型臨床研修病院の指定を受ける。
- 2006年（平成18年）5月 - 思春期専門外来を開始する。
- 2007年（平成19年）1月 - 指定通院医療機関の指定を受ける。
- 2011年（平成23年）10月 - 認知症疾患医療センターの指定を受ける。

## 診療科
- 精神科[1]
- 内科（補助科として）[1]

## 医療機関の指定・認定
（下表の出典）
| 保険医療機関                                                                                      | 労災保険指定医療機関                     |
| 臨床研修病院（協力型）                                                                            | 指定自立支援医療機関（精神通院医療）     |
| 精神保健及び精神障害者福祉に関する法律（昭和25年法律第123号）に基づく指定病院又は応急入院指定病院 | 特定疾患治療研究事業指定医療機関         |
| 精神保健指定医の配置されている医療機関                                                            | 生活保護法指定医療機関                   |
| 医療保護施設                                                                                      | 小児慢性特定疾患治療研究事業指定医療機関 |
| 原子爆弾被害者一般疾病医療取扱医療機関                                                            |                                          |

- 認知症疾患医療センター[3]

## 交通アクセス
- JR奈良線黄檗駅・京阪宇治線黄檗駅より徒歩約15分[4]

## 参照
- 京都府立洛南病院ホームページ